# 沈黙 (野口五郎の曲)
「沈黙」（ちんもく）は、1977年4月25日に発売された野口五郎の23枚目のシングルである。

## 収録曲
- 全曲作詞：松本隆／作曲・編曲：筒美京平

1. 沈黙
2. 鼓動